# Гидазепам
Гидазепам (Гидразинокарбонилметилбромфенилдигидробензодиазепин) — лекарственное средство, транквилизатор, оказывающий анксиолитическое и противосудорожное действие. Отличается от других бензодиазепиновых (и небензодиазепиновых) транквилизаторов наличием активирующего эффекта, а снотворный и миорелаксирующий эффекты выражены слабо.

## Фармакологическое действие
«Дневное» анксиолитическое средство (транквилизатор) бензодиазепинового ряда. Оказывает также противосудорожное, ноотропное и центральное миорелаксирующее действие. Усиливает тормозное влияние ГАМК в центральной нервной системе за счёт повышения чувствительности ГАМК-рецепторов к медиатору. Уменьшает возбудимость подкорковых структур головного мозга, тормозит полисинаптические спинальные рефлексы. Анксиолитическое действие проявляется в уменьшении эмоционального напряжения, ослаблении тревоги, страха, беспокойства; седативный эффект — в отношении симптоматики невротического происхождения: тревоги, страха. На продуктивную симптоматику психотического генеза (острые бредовые, галлюцинаторные, аффективные расстройства) практически не влияет, редко наблюдается уменьшение аффективной напряжённости, бредовых расстройств. В отличие от остальных бензодиазепинов обладает активирующим эффектом.

## Показания
Невротические и неврозоподобные состояния (тревожность, страх, раздражительность, эмоциональная лабильность, бессонница, психопатия); вегетативная лабильность (в том числе диэнцефальная патология); мигрень, логоневроз. Абстинентный алкогольный синдром, алкоголизм (комплексное лечение).

## Противопоказания
Гиперчувствительность, миастения, печёночная недостаточность, хроническая почечная недостаточность, беременность, период лактации.

### C осторожностью
Открытоугольная глаукома.

## Побочные эффекты
Сонливость, вялость, миастения, замедление скорости психических и двигательных реакций, привыкание, лекарственная зависимость, шаткость походки, снижение способности к концентрации внимания, нарушение кратковременной памяти, диспепсия, снижение потенции и/или либидо, дисменорея, аллергические реакции.

## Особые указания
В период лечения необходимо соблюдать осторожность при вождении автотранспорта и занятии др. потенциально опасными видами деятельности, требующими повышенной концентрации внимания и быстроты психомоторных реакций.

## Взаимодействие
Усиливает влияние на центральную нервную систему этанола, снотворных, антипсихотических лекарственных средств (нейролептиков), наркотических анальгетиков.

## Физические свойства
Белый или белый со слегка кремоватым оттенком мелкокристаллический порошок. Практически нерастворим в воде, малорастворим в спирте.